# Jorge Espinoza Rosales
Jorge Elías Espinoza Rosales (Huaura, 4 de julio de 1944 - Huaura, 18 de junio del 2022) fue un abogado y político peruano. Ejercía como magistrado de la Corte de Huaura y fue diputado por Junín en el periodo 1985-1990.

## Biografía
Nació en Huaura, el 4 de julio de 1944.
Es abogado de profesión.

## Carrera política
Participó en las elecciones parlamentarias de 1980 como candidato a la Cámara de Diputados representado al Departamento de Junín por la Unidad Democrático Popular sin éxito.

### Diputado
Fue elegido como diputado por Izquierda Unida en las elecciones de 1985 para el periodo parlamentario 1985-1990.
Ejercía como magistrado de la Corte de Huaura y también como miembro del Colegio de Abogados.

## Fallecimiento
El 18 de junio del 2022, Jorge Espinoza falleció a los 77 años en su natal Huaura.